# 瑞鶴號航空母艦
瑞鶴（日语：瑞鶴，平假名：ずいかく，羅馬字：Zuikaku）号航空母舰是日本海軍的大型航空母艦。翔鹤级航空母舰的二號艦。

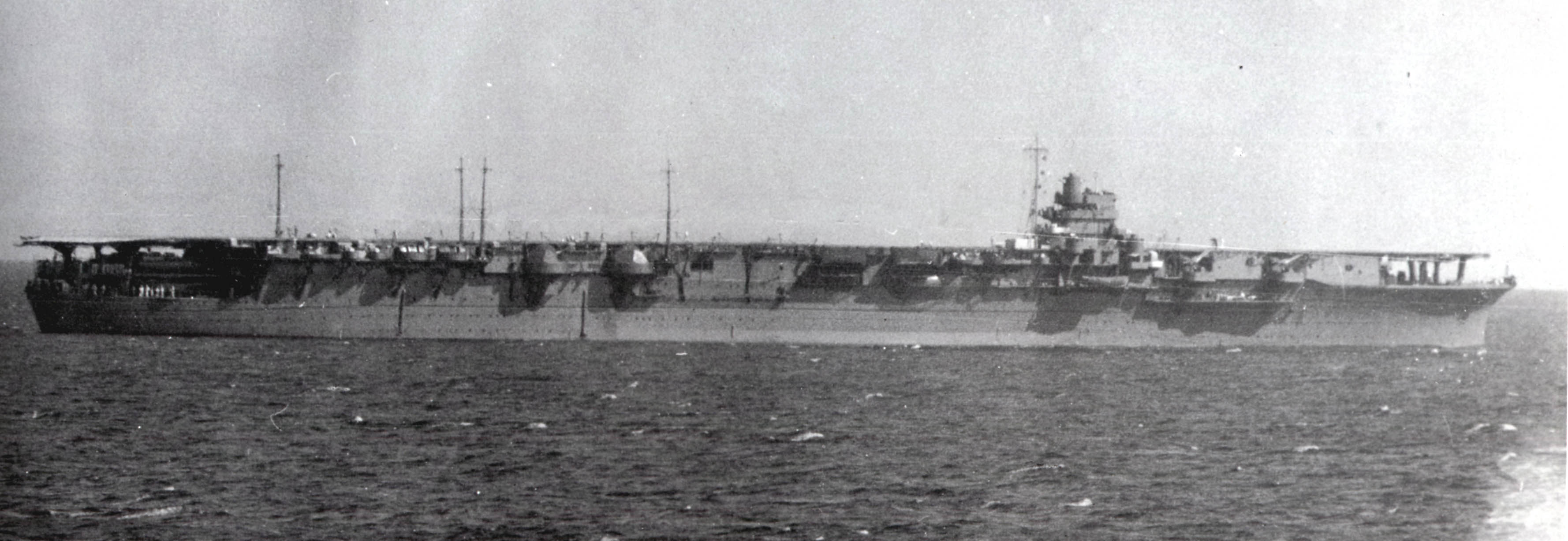
竣工时的瑞鶴

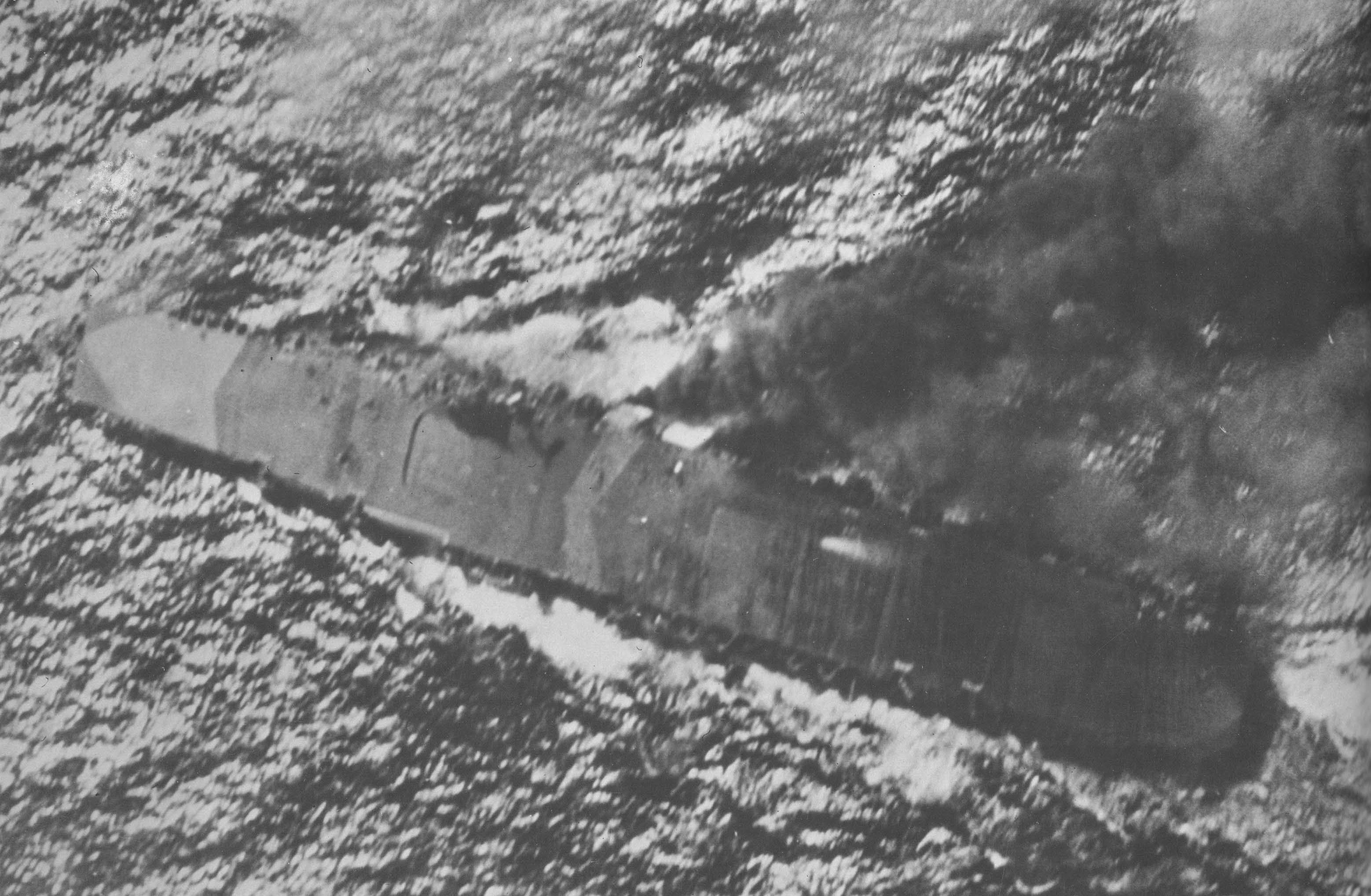
空襲中，瑞鶴右舷中彈冒煙

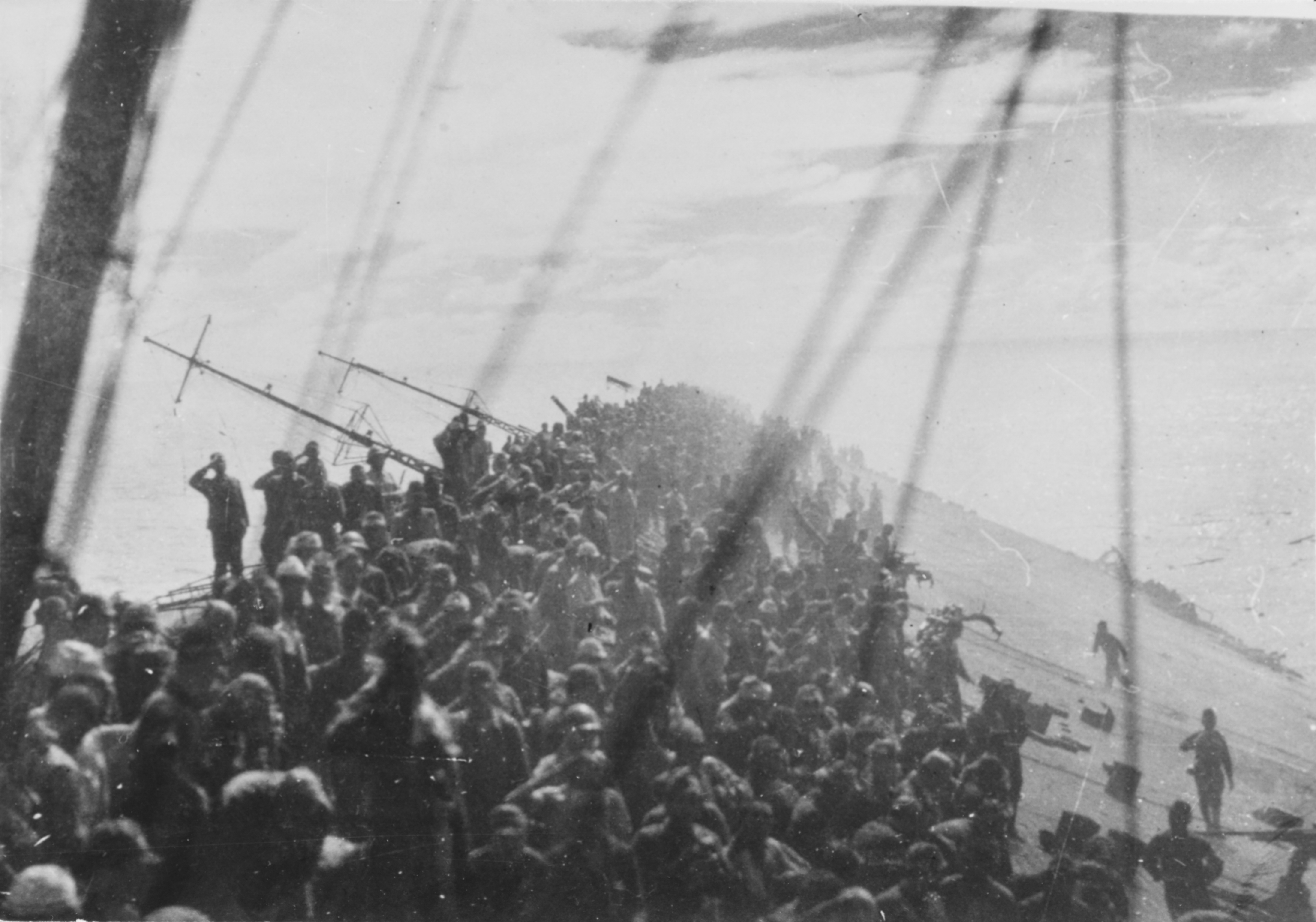
1944年10月25日，下達棄船命令，降旗全體敬禮

## 艦名由来
艦名中的“瑞”是吉祥的意思，“鹤”在日本是长寿的象征，来源于一种美丽的鸟类。日本海軍的命名慣例请參考日本艦船命名慣例。

## 建造歷史
日本在1936年退出第二次伦敦海军条约後。開始積極擴張海軍戰力，並於1937年日本海军的03造舰补充计划中拨款建造两艘翔鹤级航空母舰。翔鹤级可說是是飞龙号航空母舰的扩大改进型。加装防护装甲。飞行甲板长242米，设双层机库，3部升降机，舰上没有装备弹射器，具有日本特色的向下弯曲的横卧式烟囱位于舰体右舷中部。由于先前将岛式舰桥置于舰体左舷的设计并不实用，两舰岛式舰桥统一设在舰体右舷。翔鹤级可称为当时設計最優秀的航空母舰之一。
1938年5月25日，瑞鶴號航空母艦在川崎重工业神户造船厂开始建造，1939年11月27日下水，1941年9月25日服役。与姊妹舰翔鹤号航空母舰组成第五航空戰隊。

## 戰鬥歷史
- 1941年兩艘翔鶴級編入第五航空戰隊，首次作戰任務是參加偷襲珍珠港；此役瑞鶴出動了58架艦載機，從千島列島的單冠灣出航，戰役後並無任何損失。
- 1942年1月20日前往印尼參加拉包爾進攻作戰，並於1月21日對紐幾內亞萊城發動空襲。
- 1942年4月發動印度洋海戰並重創於印度的英國海軍。
- 1942年5月8日珊瑚海海戰中，“翔鶴”號和“瑞鶴”號共同起飛艦載機並成功擊沉了列星頓號航空母艦和重創約克鎮號。但是在同一時間美軍也派出戰機出現在日本航艦上空，但因等候速度較為慢的魚雷機而沒立即發動空襲，此時艦長橫川市平大佐進行巧妙的轉進，使「瑞鶴」號躲進熱帶暴風之下並在之後的空襲中毫髮無傷，而“翔鶴”號遭到空襲遭到兩顆炸彈命中受損，雖然瑞鶴號在此戰役中逃過美軍空襲，但是派出去的艦載機與飛行員損失也過半。因此兩艦沒有參加1942年6月的中途島海戰，然而在中途島海戰日本海軍損失四艘大型航空母艦，翔鶴級兩艦成為日本海軍僅剩的大型航艦，因此負擔更沉重的作戰壓力，而在中途島後由於航艦的損失，第五航空戰隊遭到撤裁，兩艘翔鶴級轉調至第一航空戰隊。
- 1942年10月26日南太平洋海戰中，與翔鶴號一同參戰，並兩度擊傷美軍“企業”號，並成功擊沉“大黃蜂”號航空母艦，但“翔鶴”號又再次受損。
- 1944年6月19日菲律賓海戰中，在隨著「翔鶴」號共同航行時，日本艦隊遭受美軍潛艦的襲擊，“翔鶴”號因而遭到命中4枚魚雷沉沒。
- 1944年10月25日萊特灣海戰，“瑞鶴”號被編入第3航空戰隊中負責引誘美軍航空母艦特混編隊北上，在美軍艦載戰機波狀攻擊之下，身中7枚炸彈和7枚魚雷，艦體向左大幅傾斜，經過大力搶救後仍於下午2時發佈全員離艦命令。15分鐘後，“瑞鶴”號即發生大爆炸而沉沒至海底。

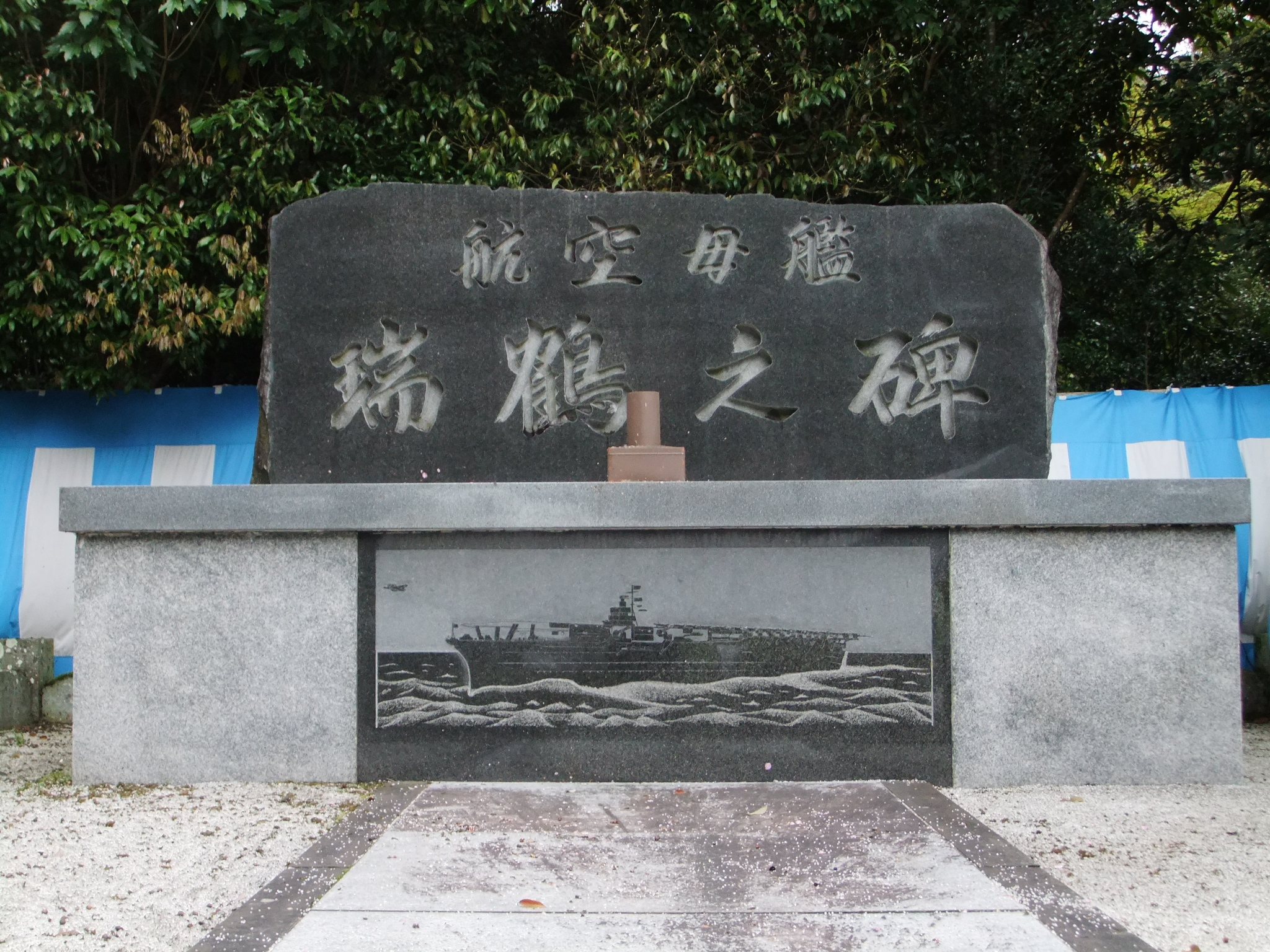
位於橿原神宮的「航空母艦瑞鶴之碑」

- 1945年8月26日，除籍。[2]

## 歷代艦長

### 艤装員長
- 橫川市平 大佐（1940年11月15日 -）

### 艦長
- 橫川市平 大佐（1941年9月25日 -）
- 野元為輝（日语：野元為輝） 大佐（1942年6月5日 -）
- 菊池朝三（日语：菊池朝三） 大佐（1943年6月20日 -）
- 貝塚武男（日语：貝塚武男） 少將（1943年12月18日 - 1944年10月25日），莱特湾海战時隨艦戰死[1]

## 外部連結
- WW2DB: 瑞鶴 （页面存档备份，存于） （英文）